# Vincent Marchetti
Vincent Marchetti (* 4. Juli 1997 in Ajaccio) ist ein französischer Fußballspieler.

## Karriere

### Verein
Marchetti begann seine fußballerische Ausbildung beim GFC Ajaccio, wo er von 2003 bis 2010 in der Jugend spielte. Anschließend wechselte er zum Stadtrivalen, zum AC Ajaccio. Dort stand er in der Saison 2014/15 bereits das erste Mal im Kader. Am ersten Spieltag der Folgesaison kam er schließlich zu seinem Profidebüt nach später Einwechslung bei einem 0:0-Unentschieden gegen den FCO Dijon. Ende Januar schoss er bei einem 2:1-Sieg über Stade Brest in der Startelf stehend sein erstes Tor im Profibereich. In dieser Saison 2015/16 schaffte er den Sprung zum Stammspieler und traf insgesamt dreimal in wettbewerbsübergreifend 32 Spielen.
Im Sommer 2016 wechselte er dann für anderthalb Millionen Euro zum Erstligisten AS Nancy. Am vierten Spieltag kam er das erste Mal in der höchsten Liga Frankreichs zum Einsatz, als er spät gegen den FC Lorient eingewechselt wurde. Marchetti war kein Stammspieler bei Nancy und spielte nur 17 von 38 möglichen Erstligaspielen. In der Saison 2017/18 spielte er erneut keine große Rolle und kam nach dem Abstieg nur in zehn Zweitligapartien zum Einsatz. Die darauf folgende Spielzeit beendete er dann aber mit 28 Einsätzen, wobei er zweimal traf. In der Spielzeit 2019/20 bestritt er dann aber wieder nur vier Ligaspiele.
Somit wechselte er im August 2020 zurück zum AC Ajaccio. Hier spielte er direkt 26 von 32 möglichen Spielen in Liga und Pokal in der Saison 2020/21. In der Saison 2021/22 bestritt er 24 von 38 Ligapartien und schaffte mit seinem Verein den Aufstieg in die Ligue 1, wo er endgültig wieder zum Stammspieler wurde.

### Nationalmannschaft
Im Februar 2016 kam Marchetti zu einem Einsatz für die französischen U19-Nationalmannschaft.

## Erfolge
AC Ajaccio
- Vincent Marchetti in der Datenbank von transfermarkt.de
- Vincent Marchetti in der Datenbank von soccerway.com
- Vincent Marchetti in der Datenbank der Fédération Française de Football (französisch)